# 长泾镇
长泾镇，是中华人民共和国江苏省无锡市江阴市下辖的一个乡镇级行政单位。

## 行政区划
长泾镇下辖以下地区：
长泾社区、泾南村、和平村、泾东村、习礼村、长东村、南国村、花园村、刘桥村、蔡桥村、河塘村、蒲市村和王家村。